# 西山穂乃加
西山 穂乃加（にしやま ほのか、1993年2月24日 - ）は、フリーアナウンサー。元テレビ新広島（TSS）アナウンサー。大阪府吹田市出身。

## 略歴
父親は漫才師の大木こだま、母親は海原さおり・しおりの海原さおり。姉はフリーアナウンサーの西山加朱紗。穂乃加の由来は1992年皐月賞・日本ダービー優勝馬ミホノブルボンで親が名付けた。
中・高の6年間、新体操部に所属。
同志社女子中学校、同志社女子高校を経て、同志社大学社会学部メディア学科。
ミスキャンパス同志社2013ファイナリスト。
2015年4月、テレビ新広島入社。
2015年5月16日、テレビ新広島開局40周年記念特番『ここからっ!全力応援祭り スポラバSP カープ祭りじゃ～!』で西山穂乃加がカープ優勝祈願のため野呂山白糸の滝に打たれる様子がVTRで流れた。
2015年、TSSアナウンサーの衣笠梨代と漫才コンビ「TSS GALS」を組み初漫才を披露。以後も何度か衣笠とTSS GALSとして漫才を披露している。
2017年9月18日、カープがセ・リーグ優勝を迎え神戸でビールかけリポーターを務めた。
2018年3月30日、『tssみんなのテレビ』最終回を衣笠とMCを務めた（金田祐幸がインフルエンザで休養のため）。
2022年12月12日、『ひろしま満点ママ!!』放送内において、結婚したことを発表した。
2024年3月25日、『TSSライク!』の放送内において、同年5月末でのテレビ新広島退社を発表した（『TSSライク!』の出演は3月29日まで）。また、「会社員の夫の転勤に伴い、生活拠点を東京へ移すため」と退社の理由としてあげている。
2024年3月29日、『TSSライク!』の出演をもってTSSアナウンサーとして最後の出演となった。番組エンディングで、家族の都合で広島を離れることを報告しアナウンサーの仕事は続けたい旨を述べ、またテレビ画面でお会いしましょうと涙を流しながらさよならを告げた。
2024年7月4日、自身のInstagramにおいて、今後はフリーで活動していく旨を明らかにした。同時に電光石火グループの芸能事務所・広峰芸能にエージェント契約として所属している。
2025年1月28日、第一子を出産した。

## 現在の出演
ラジオ
- REN光石火（2024年8月2日 - 、広島FM）アシスタント

## 過去の出演

### テレビ新広島時代
テレビ
- ひろしま満点ママ!!（2015年）月曜中継「どこいるLIVE!?」リポーターを隔週で担当
  - 月曜コーナー「グルメ!美味しいでSHOW」リポーター
  - 金曜MC（2018年5月 - 2023年9月）
  - 金曜コーナー「そうだ お寺、見に行こう。」（2022年7月 - 2023年9月）
  - 満点ニュースナビ（火 - 木曜を中心に時折担当）
- 全力応援 スポーツLOVERS（2015年10月 - 2023年9月）MC
- わがまま!気まま!旅気分「日本一の芸人を目指せ!?三四郎 長崎県佐世保市の旅」（2016年2月25日、BSフジ）
- みはら幸福さんぽ～アップロード～（2016年4月 - 2017年3月）リポーター
- とんねるずのみなさんのおかげでした「次のエースは私だ!FNS女子アナオールスターモジモジくん3番勝負」（2016年8月18日、フジテレビ）モジ三（木梨憲武）西日本チーム
- 鯉に恋するコイトーク（2016年12月7日・13日・2017年12月4日・11日）カープ女子
- 桃色つるべ（関西テレビ：2016年12月9日・16日、2019年11月15日・12月13日・20日 テレビ新広島：2017年1月7日・8日）
- みはらセブンラバーズ MIHALOVEを探せ！（2017年4月 - 2018年3月）リポーター　※7人で交代出演
- Japan in Motion（テレビ新広島制作、2017年10月 - 2019年3月）ナレーション
  - TSSテレビ新広島　　　　毎週金曜 26:00 - 26:30
  - UHB北海道文化放送　　　毎週月曜 25:55 - 26:25
  - SUTテレビ静岡　　　　　毎週金曜 26:35 - 27:05
  - KSS高知さんさんテレビ　毎週火曜 25:55 - 26:25
  - TNCテレビ西日本　　　　毎週火曜 26:55 - 27:25
- FNNスピーク（テレビ新広島ローカル枠。 - 2018年3月）
- TSSみんなのテレビ（ - 2018年3月30日）
  - コーナー「穂乃加のひろしまイチバン日記」担当
  - MCの金田や衣笠が休みの際に代打MCを務めた。
- TSSプライムニュース デイズ
- TSSプライムニュース ナイト
- お笑いワイドショー マルコポロリ!（2018年7月8日 関西テレビ / 2018年11月3日 テレビ新広島）
- サンフレッチェ魂2018（2018年12月26日）
- 和牛の広島一周ギュギュッと旅（2019年3月23日）案内役
- STU48のがんばりまSU!（2017年8月 - ）MC
- TSSプライムフライデー コーナー「家族で晩ご飯買いまSHOW!」（2018年4月 - 2019年3月）
- 土曜プレミアム さんまのFNS全国アナウンサー一斉点検（2019年2月9日）小龍包の中継リポート
- TSSプライムフライデー（2018年4月 - 2020年6月）
  - コーナー「家族で晩ご飯買いまSHOW!」（2018年4月 - 2019年3月）※父・こだまとコンビで出演
  - コーナー「ほのかのほろ酔い探訪」（2019年10月 - ）
  - コーナー「買っトク情報」（2020年4月 - 2020年6月）
  - コーナー「あっちこっちチッチキチー」（2020年）リポーター ※父・こだまとコンビで出演
- TSSライク! コーナー「あっちこっちチッチキチー」（2021年 - 2023年9月）※父・こだまとコンビで出演
- TSSライク!（2023年10月2日 - 2024年3月29日）MC
- ローカルニュース各種

CM
- アクターズスクール広島 ASH-W（2019年）

イベント
- tss名画試写会の司会（2015年[11] - ）
- 第39回スイーツマラソンin広島（2017年3月19日、広島みなと公園）MC

### フリーアナウンサー時代
テレビ
- 託されし人たち～被爆79年 約束の時～（2024年8月6日、テレビ新広島）ナレーション
- 東京ほのぼの（2024年9月28日、テレビ新広島）

CM
- 相続ナビ（2024年）ナレーション